# Gasteracantha picta
Gasteracantha picta är en spindelart som först beskrevs av Tord Tamerlan Teodor Thorell 1892.  Gasteracantha picta ingår i släktet Gasteracantha och familjen hjulspindlar.
Artens utbredningsområde är Singapore. Inga underarter finns listade i Catalogue of Life.